# Stadio Is Arenas
Lo stadio Is Arenas è un ex impianto sportivo polivalente italiano in disuso di Quartu Sant'Elena, in Sardegna. È stato sede di alcuni incontri interni del Cagliari Calcio nella stagione 2012-2013, a dispetto di una convenzione triennale stipulata col comune quartese.
Lo stadio, indicato inizialmente dal presidente del Cagliari Massimo Cellino come possibile stadio definitivo della squadra isolana, ha in realtà ospitato quest'ultima per sole 14 partite, di cui solo 7 disputate in presenza di spettatori, a causa di vari problemi di natura burocratica.
Originariamente costruito come campo sportivo dotato di unica tribuna centrale in calcestruzzo armato, era stato trasformato in stadio in acciaio e tecnologia prefabbricata con capienza di 16 500 posti, potendo inoltre ospitare manifestazioni UEFA.
Nel giugno del 2013, in accordo con la Regione, il Cagliari Calcio decise di lasciare l'impianto per fare ritorno allo stadio Sant'Elia, dando inizio allo smantellamento della struttura. Questo, sommato a contenziosi legali tra la società e il Comune di Quartu Sant'Elena, portò alla chiusura della struttura, che versa tuttora in stato di abbandono.

## Storia

### Origini

Lo stadio nei primi anni novanta

Lo stadio Is Arenas deve il suo nome all'omonima località in cui è situato, un toponimo comune altrove nel Campidano. Is Arenas in sardo campidanese significa "Le sabbie", poiché nella zona in passato erano presenti numerose dune di sabbia litoranee. Nato come campo sportivo polivalente cittadino di Quartu Sant'Elena, venne ulteriormente ampliato negli anni ottanta per permettere alla squadra locale, il Sant'Elena Quartu, di disputare i suoi campionati in Serie C2, massimo livello raggiunto da una squadra quartese. L'impianto infatti fu dotato di un'unica tribuna in cemento armato, di pista d'atletica e furono ampliati gli spogliatoi. Il botteghino fu costruito autonomamente da alcuni tifosi locali autofinanziatisi.

### La ribalta della Serie A

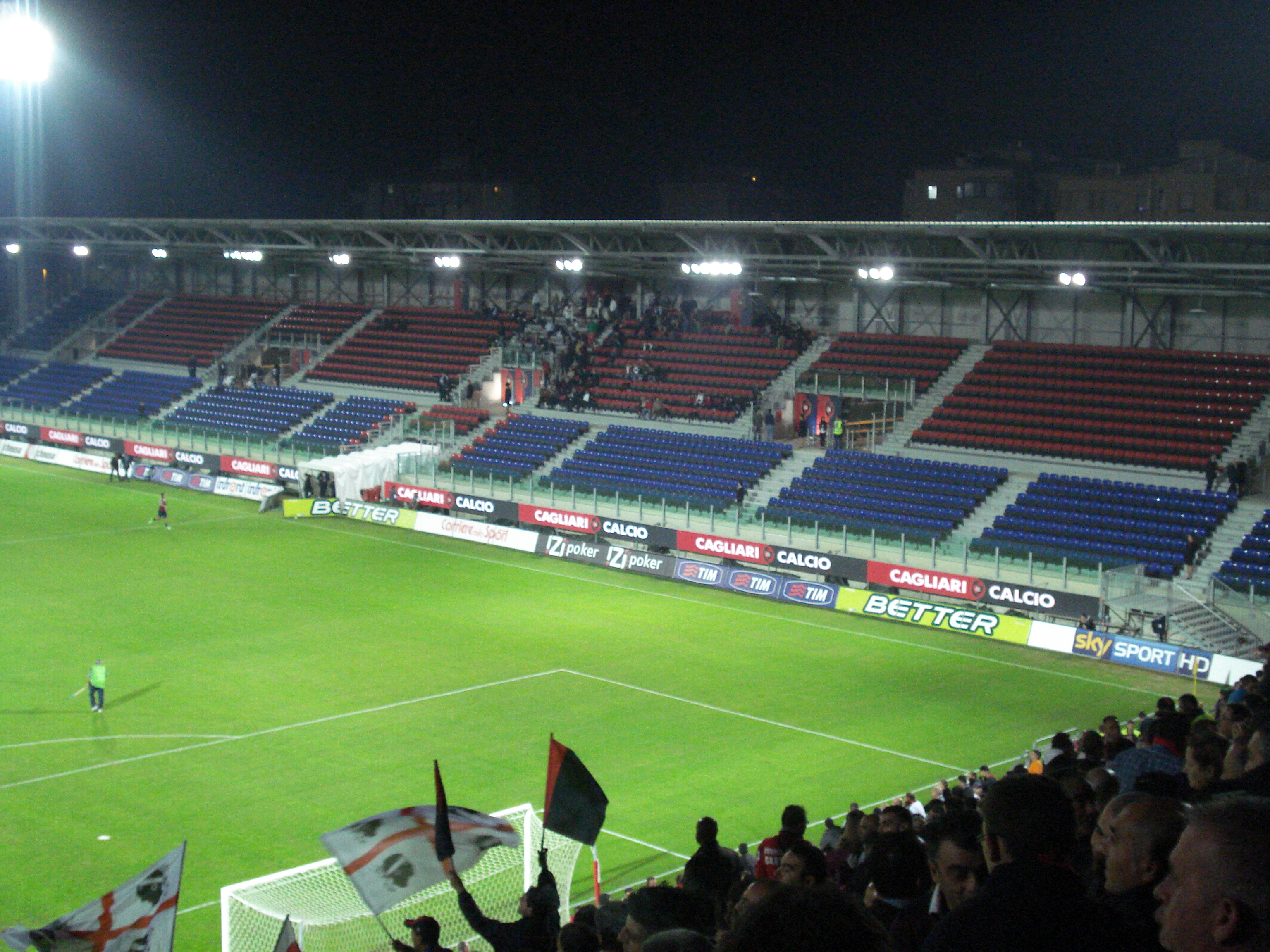
La tribuna centrale rimasta chiusa in occasione del match Cagliari-Catania del 10 novembre 2012

Passò alla ribalta nazionale nel 2012 quando il Cagliari Calcio decise di trasferirsi a Quartu Sant'Elena dopo aver abbandonato lo stadio Sant'Elia per la sua parziale inagibilità, che gli avrebbe comunque permesso (seppur con capienza molto ridotta) l'omologazione per il campionato di Serie A.
Lo stadio perciò fu profondamente ampliato, nel numero di posti e nelle strutture, per essere conforme per la massima categoria.
L'apertura prevista era per il mese di ottobre-novembre, ma dopo estenuanti lavori si riuscì a costruire lo stadio ai minimi termini per aprirlo e giocare la partita a porte chiuse il 2 settembre 2012, per il match contro l'Atalanta. L'impianto infatti presentava solo la base della Main Stand, con il cantiere aperto: per forza di cose questo volle significare anche l'assenza di tribuna stampa e spogliatoi, da progetto appunto presenti nella tribuna centrale. I giornalisti pertanto trovarono posto nella tribuna distinti, mentre per i giocatori furono messi a disposizione gli spogliatoi dell'adiacente Palazzetto dello Sport di Via Beethoven. Nel campo di gioco del Palazzetto fu allestita una sala stampa per il post-partita.
Per la partita del 30 settembre Cagliari-Pescara lo stadio venne aperto ai tifosi fidelizzati che poterono occupare l'unico settore agibile della tribuna distinti, mentre il 10 novembre, in occasione del match Cagliari-Catania, furono aperte pure le due curve anche per i possessori di normale tagliando d'ingresso. Inizialmente, un comunicato sul sito ufficiale del Cagliari aveva annunciato l'apertura totale di tutti i settori dello stadio, compresa la cosiddetta Main Stand, dopo aver ricevuto il benestare ufficiale dall'Osservatorio Nazionale sulle Manifestazioni Sportive e dal sindaco di Quartu Mauro Contini. Tuttavia la decisione fu rettificata dalla Questura di Cagliari, che bloccò l'ingresso dei tifosi alla tribuna centrale, ritenuta ancora inagibile per motivi di ordine pubblico. Il 26 novembre, in occasione della partita Cagliari-Napoli, lo stadio venne finalmente aperto in tutti i suoi settori, potendo ospitare 16 082 spettatori su un massimo di 16 500.

### Problemi

#### Cagliari-Roma e WWF
Nel settembre del 2012 lo stadio Is Arenas si trovò al centro dell'attenzione nazionale per il comunicato del presidente del Cagliari Calcio Massimo Cellino, che invitava i tifosi in possesso di biglietto o abbonamento di recarsi allo stadio per assistere alla partita valida per il campionato di Serie A Cagliari-Roma, nonostante la Prefettura di Cagliari avesse imposto di far disputare l'incontro a porte chiuse dopo che lo stadio era stato dichiarato “non conforme” dalla Commissione di Vigilanza. L'iniziativa del Presidente della società sarda fu condannata dai vari organi di stampa e dalla FIGC; l'incontro fu in un primo momento rinviato a data da destinarsi, e successivamente cancellato. Il Giudice sportivo sanzionò poi il Cagliari con la sconfitta a tavolino per 0-3.
Nello stesso mese, vi erano state anche polemiche a livello regionale riguardanti la richiesta fatta al sindaco di Quartu dal presidente del WWF Sardegna di interrompere il rapporto con il Cagliari Calcio con la conseguente chiusura dell'impianto. La richiesta era stata inoltrata per evitare che gli incontri di calcio causassero disturbo all'avifauna presente nel vicino Parco di Molentargius. Durante la costruzione dell'impianto, alcuni cittadini quartesi avevano invece protestato per il divieto di circolazione imposto nelle ore immediatamente vicine all'orario delle partite nelle strade adiacenti allo stadio, valido anche per gli stessi residenti del rione di Is Arenas.

#### Cagliari-Juventus
Lo stadio tornò al centro dell'attenzione in occasione della partita del 21 dicembre Cagliari-Juventus, inizialmente prevista con sede allo stadio Is Arenas, ma disputata invece, su decisione della Lega Calcio, allo stadio Ennio Tardini di Parma dopo che il sindaco di Quartu Sant'Elena, Mauro Contini, aveva dato in un primo momento parere negativo sull'agibilità dello stadio negando così l'autorizzazione a far disputare l'incontro in Sardegna. Successivamente era tornato sui suoi passi, decisione arrivata comunque troppo tardi per poter avere il tempo di organizzare l'evento nello stadio di Quartu. Ne seguirono forti polemiche da parte di tutte le parti coinvolte: la Juventus protestò per il cambio di sede avvenuto con poco preavviso, mentre il sindaco di Quartu difendeva il suo operato attribuendo la responsabilità dell'accaduto alla società sarda. Duro anche lo sfogo del presidente del Cagliari Massimo Cellino, che accusava la società bianconera di non aver accettato il nuovo spostamento di campo dopo l'autorizzazione del sindaco; parole a cui aveva risposto, definendole «vergognose», la società juventina.

#### Post Cagliari-Milan e lo “scandalo Is Arenas”
Il 10 febbraio 2013, al termine della partita tra Cagliari e Milan terminata con il punteggio di 1-1, su Mediaset Premium venne mandato in onda un servizio in cui si definivano fatiscenti e poco sicure le strutture dello stadio. Il servizio però si avvaleva di immagini riprese nei pressi di un kartodromo di Arborea (OR), come riportato sul sito ufficiale del Cagliari. Successivamente la redazione di Mediaset Premium, accortasi dell'errore, si scusò sul proprio sito per l'incidente.
Il 14 febbraio 2013 il presidente del Cagliari Massimo Cellino venne arrestato in maniera cautelare insieme al sindaco di Quartu Sant'Elena Mauro Contini e all'assessore allo sport dello stesso comune Stefano Lilliu, nell'ambito dell'inchiesta della procura di Cagliari sui lavori di adeguamento dello stadio. Le accuse a carico del presidente del Cagliari Calcio, del primo cittadino di Quartu e dell'assessore della sua Giunta erano le stesse a carico dei dirigenti del comune Pierpaolo Gessa e Andrea Masala, già arrestati il 29 novembre 2012, ovvero tentato peculato e falso ideologico. Nei giorni seguenti anche il progettista Jaime Manca di Villahermosa venne accusato di abuso edilizio. Di conseguenza, senza più la possibilità di ottenere deroghe per l'utilizzo dell'impianto, il 25 febbraio 2013, lo stadio venne definito inagibile dalla Commissione di Vigilanza, con la possibilità di ottenere un nuovo parere solamente alla completa realizzazione dei lavori previsti. Tra questi ultimi, il più importante consisteva nella realizzazione di un'adeguata zona di prefiltraggio nel Settore ospiti. Per questo motivo le restanti partite contro Torino, Sampdoria e Fiorentina furono disputate a porte chiuse, mentre quelle contro Inter, Udinese, Parma e Lazio al Rocco di Trieste.

### Smantellamento e abbandono
Il presidente Cellino tornò in libertà il 14 maggio 2013 e, nell'incontro tenutosi il 25 giugno 2013 con le autorità della Regione Sardegna e della Lega Calcio, comunicò la decisione di abbandonare definitivamente lo stadio Is Arenas, permanentemente inagibile dal 25 febbraio 2013. Il 29 giugno, il presidente della Regione Ugo Cappellacci dichiarò che di comune accordo con la società calcistica, il Cagliari sarebbe tornato al Sant'Elia entro fine settembre. Nel frattempo l'impianto quartese venne smantellato: l'impalcato delle tribune venne quindi in gran parte riportato al Sant'Elia e successivamente utilizzato per costruire il nuovo stadio temporaneo del Cagliari, la Sardegna Arena.
Secondo gli accordi originari, a fine convenzione il Cagliari si sarebbe dovuto fare carico del ripristino dell'impianto (campo e pista di atletica leggera) alle condizioni iniziali, ma i dissidi burocratici generarono un contenzioso legale tra il club e l'amministrazione comunale ancora in corso. La società sportiva chiede indietro al Comune le spese sostenute per trasferirsi in altra struttura mentre l’amministrazione contesta delle cartelle Tari non saldate. In attesa di una conciliazione tra le parti, l'impianto versa in stato di abbandono con il campo da gioco ricoperto di erbacce, qualche pianta d'alto fusto e cespugli.

### Prima partita ufficiale
| Arbitro: | Peruzzo (Schio) |

|             |           |           |
| Ekdal 90+1’ | Marcatori | 81’ Denis |

## Struttura e caratteristiche

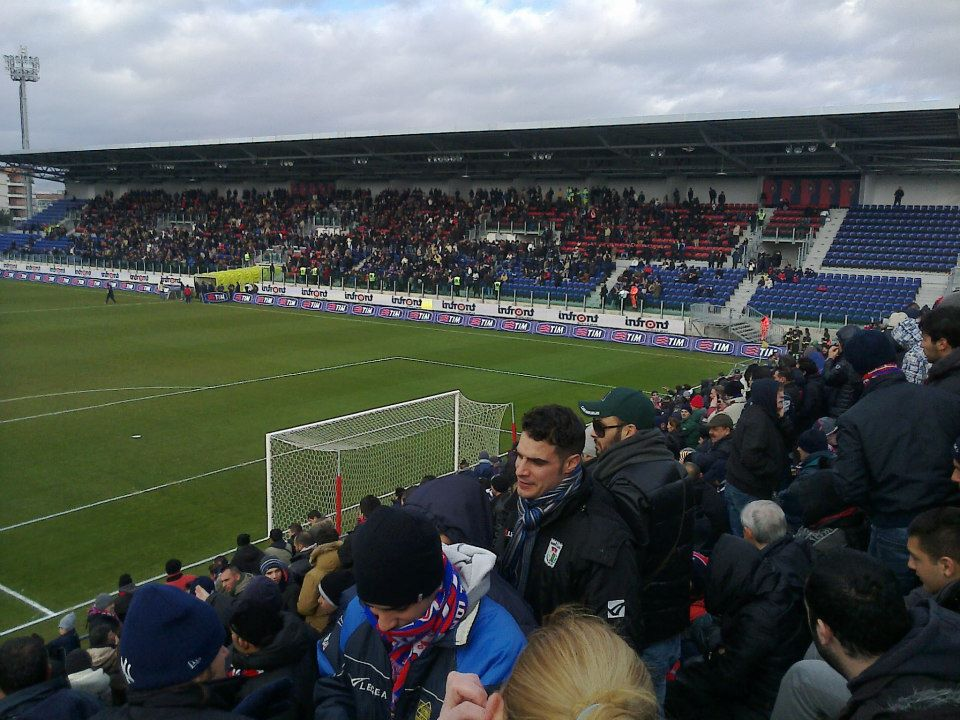
Vista verso la tribuna centrale in occasione di una delle rare aperture al pubblico (10 febbraio 2013)

Lo stadio poteva ospitare circa 16 500 posti, ma con l'eventualità di espandere la capienza fino a 18 000 posti.
L'impianto, interamente in acciaio e moduli prefabbricati, si articolava in due blocchi. Il blocco Curve-Distinti, costituito da tribune Dalmine ereditate da quelle già montate negli anni 2000 al Sant'Elia di Cagliari, e il blocco chiamato Main Stand formato dai moduli della tribuna centrale dello stadio modulare Karalis Arena in progetto da diversi anni e mai costruito.

### Tribune

#### Main Stand
La Main Stand era dotata di una copertura realizzata con lastre isolanti in acciaio a protezione multistrato, e a differenza del progetto originario che prevedeva gradoni sandwich in acciaio, era costituita da 16 gradoni in legno lamellare, con circa 3 400 posti a sedere.
Le 16 file erano dotate di sedili a ribaltina, di colore rosso per il settore “Tribuna Sardegna”, blu per la “Tribuna centrale”. Sopra il tunnel degli spogliatoi, erano presenti i banchi per la radiocronaca e per i giornalisti. La copertura, con pendenza del 3%, aveva un'altezza di 14,25 m all'esterno dello stadio ed ha anche la funzione di supportare l'illuminazione (lungo tutto il bordo). Lunga 120 m e profonda 20 ospitava al piano terra gli spogliatoi delle due squadre, quelli di arbitri ed allenatori, la zona per le interviste, i locali per il controllo antidoping, le infermerie e il pronto soccorso, servizi igienici per il pubblico e la cucina e al primo piano un punto ristoro. Aveva nel punto più basso una distanza dalla linea laterale di appena 7,50 m. L'esterno era dotato di una copertura composta da pannelli isolanti in lamiera e anima isolante in poliuretano espanso e fibra minerale. Infine nella Main Stand, era prevista l'installazione di 11 Sky Box, in grado di ospitare aziende e tifosi VIP.

#### Curve e tribuna distinti

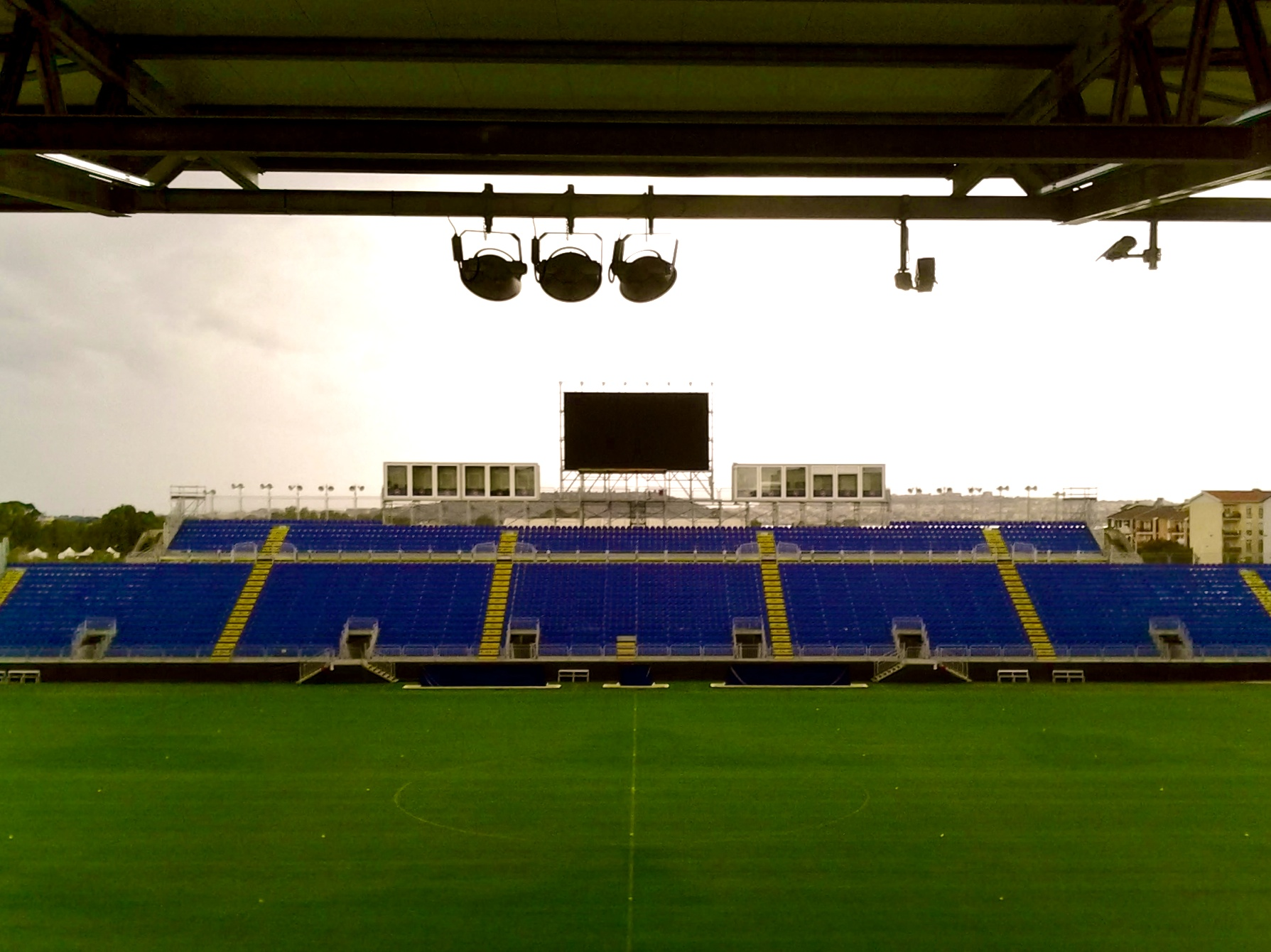
Tribuna distinti e maxischermo

Per curve e Distinti erano state utilizzate le tribune Dalmine di proprietà del Cagliari: esse poggiavano sul terreno dove prima vi era la pista di atletica leggera. Le due curve, quella sud e quella nord, avevano 4.596 posti ciascuna, entrambe con trenta file di sedili drop (i classici seggiolini senza schienale). I Distinti avevano una lunghezza (107 m) e profondità (16 m) inferiore alla Main Stand con 3 922 posti divisi in 20 file con sedili set (uguali ai drop ma con lo schienale). Successivamente, rispetto al progetto iniziale, erano stati aggiunti due raccordi curvi in acciaio tra Curve e Distinti che unificano tutti i settori e avranno un'altezza pari a quella dei Distinti. Il raccordo a sud era riservato alla tifoseria ospite.
Appena dietro i Distinti, la tribuna in cemento armato del vecchio impianto fungeva da supporto per un'impalcatura sulla quale poggiano le postazioni radio/TV e un maxischermo a LED di 80 m².
Le tribune erano posizionate ad una distanza dal campo di gioco in modo tale da ricavare un'area carrabile larga 4,20 m, da utilizzare in caso di emergenza e per le manutenzioni. Le tribune erano quindi distanti 9,20 m dalla linea di fondo del campo di gioco e 7,70 m dalla linea laterale.
La curva Nord nell'agosto 2012 fu oggetto di un curioso caso, unico in Italia: la società Cagliari Calcio nella persona di Massimo Cellino aveva intitolato la curva Nord agli Sconvolts, principale gruppo ultras locale, con tanto di logo del gruppo formato con i seggiolini colorati. In Italia era un caso unico, all'estero era già successo con gli olandesi del Twente e il gruppo Vak-P. Tuttavia dopo soltanto 8 giorni la scritta fu rimossa e modificata in una banda rossa e blu contornata di bianco, su esplicita richiesta della Questura.

### Illuminazione

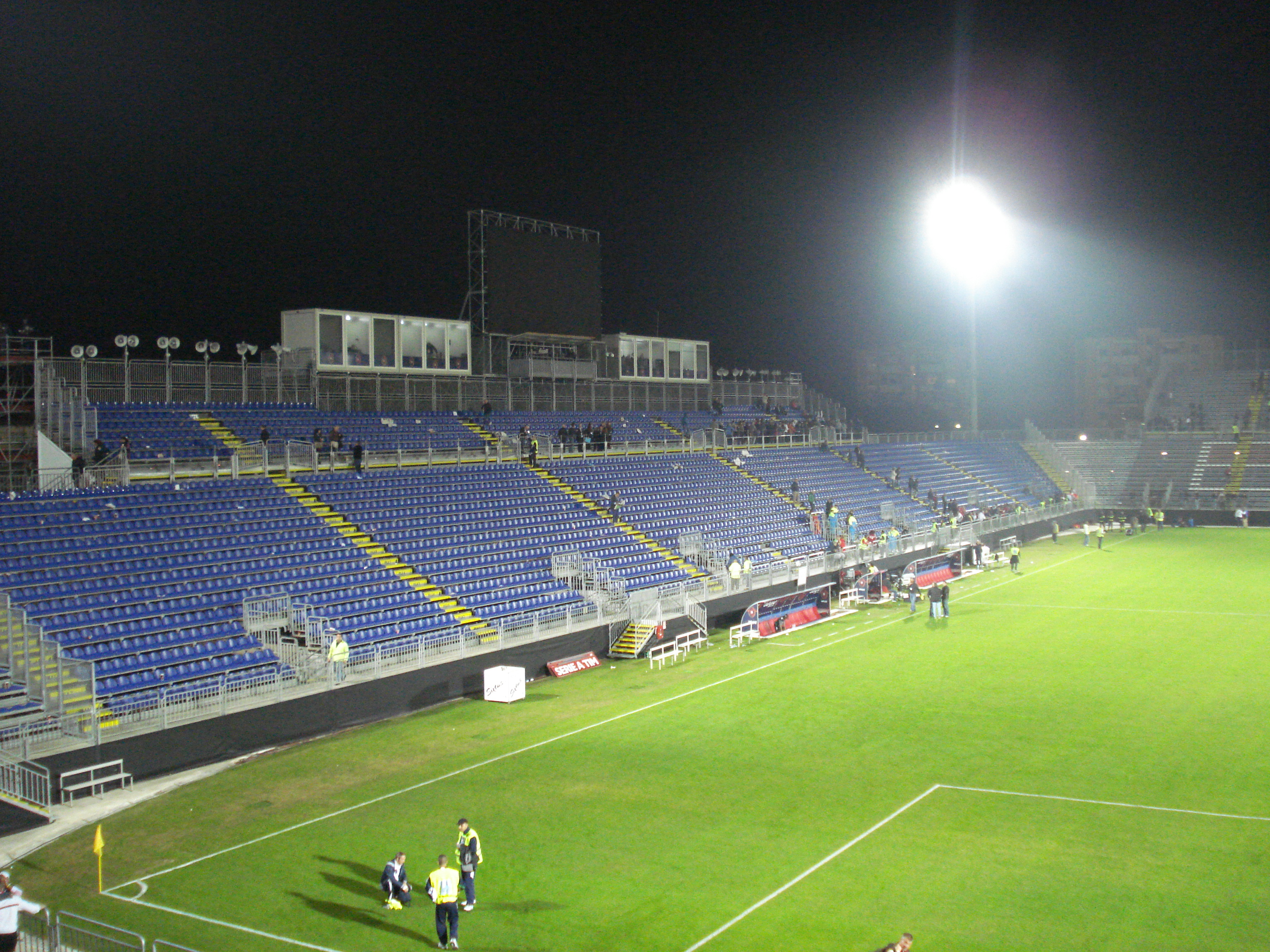
Tribuna distinti (10 novembre 2012)

Per quanto riguarda l'illuminazione dello stadio furono potenziate le 4 torri faro di 30 m d'altezza già esistenti ed era prevista la realizzazione di una nuova torre di 40 m nella zona Distinti per arrivare ad un'intensità luminosa di 1 400 lux (necessari per ottenere l'omologazione UEFA). Altra illuminazione era presente lungo il bordo della copertura della nuova tribuna.

### Terreno di gioco
Il manto erboso rientrava tra le opere di manutenzione straordinaria di competenza del Cagliari Calcio.
Il prato fu completamente rifatto così come l'impianto di irrigazione e il sistema drenante: per quest'ultimo fu fatto uno scavo di oltre 40 cm. Il tipo di erba innestato era composto da macroterme (quali il Cynodon dactylon e il Paspalum vaginatum), ideali a temperature tra i 20 e i 30 °C.

### Strutture televisive
Sopra la tribuna centrale del vecchio impianto, appena dietro i Distinti, furono realizzate le postazioni TV: soluzione obbligata in quanto visto l'orientamento dello stadio, in caso di posizionamento delle telecamere nella Main Stand si sarebbero ottenute delle riprese in "controluce", e quindi disturbate dal sole. Inoltre, alle due estremità dei Distinti, furono realizzate due torrette per le telecamere impiegate per le inquadrature e i replay dei fuorigioco.

### Sviluppi a fine convenzione
La pista d'atletica originaria non era omologata e venne smantellata per far poggiare le tribune amovibili, ma alla fine della convenzione col Comune avrebbe dovuto essere ricostruita ed omologata IAAF.
Sempre al termine della concessione, secondo gli accordi presi, il Cagliari avrebbe dovuto realizzare degli spogliatoi nello spazio sotto l'unica tribuna esistente a Is Arenas, in sostituzione di quelli esistenti in precedenza, demoliti per far posto alla Curva Sud.

## Dati tecnici
Sorge nella località di Is Arenas, nel comune di Quartu Sant'Elena (CA), proprietario dell'impianto.

Fu inizialmente dato in concessione per tre anni alla Cagliari Calcio s.p.a. per un affitto annuale corrispondente a 30 000 euro.
Il campo di gioco misurava 105x68 m ed era in erba naturale.

Di seguito vengono riportate le altre caratteristiche salienti dell'impianto:
- Capienza: 16 500 posti a sedere[4]

Main stand: 3422
Tribuna Distinti: 3981
Curva Nord: 4399
Curva Sud: 4279
Settore Ospiti: 403
- Superficie totale: 145 000 m²
- Sky Box: 11
- Posti stampa: 25
- Spogliatoi: 4 (Cagliari Calcio, Ospiti, Arbitri maschile, Arbitri femminile)

- Main Stand: 7,5 m (dalla prima fila alla linea laterale)
- Tribuna Distinti: 7,70 m (dalla prima fila alla linea laterale)
- Curve: 9,20 m (dalla prima fila alla linea di fondo campo)

## Statistiche
Dati relativi alle sole partite ufficiali, aggiornati al 30 marzo 2013.

### Primati
- Prima partita in assoluto: Cagliari-Atalanta 1-1 (2 settembre 2012)
- Prima vittoria in assoluto: Cagliari-Bologna 1-0 (21 ottobre 2012)
- Primo pareggio in assoluto: Cagliari-Atalanta 1-1 (2 settembre 2012)
- Prima sconfitta in assoluto: Cagliari-Pescara 1-2 (30 settembre 2012)[65]

### Statistiche stagionali
| Stagione  | Campionato | Campionato | Campionato | Campionato | Campionato | Coppe nazionali | Coppe nazionali | Coppe nazionali | Coppe nazionali | Coppe nazionali | Coppe continentali | Coppe continentali | Coppe continentali | Coppe continentali | Coppe continentali | Altre coppe | Altre coppe | Altre coppe | Altre coppe | Altre coppe | Totale | Totale | Totale | Totale | Vittorie % |
| Stagione  | Comp       | G          | V          | N          | P          | Comp            | G               | V               | N               | P               | Comp               | G                  | V                  | N                  | P                  | Comp        | G           | V           | N           | P           | G      | V      | N      | P      | %          |
| --------- | ---------- | ---------- | ---------- | ---------- | ---------- | --------------- | --------------- | --------------- | --------------- | --------------- | ------------------ | ------------------ | ------------------ | ------------------ | ------------------ | ----------- | ----------- | ----------- | ----------- | ----------- | ------ | ------ | ------ | ------ | ---------- |
| 2012-2013 | A          | 13         | 6          | 4          | 3          | CI              | 1               | 1               | 0               | 0               | -                  | -                  | -                  | -                  | -                  | -           | -           | -           | -           | -           | 14     | 7      | 4      | 3      | 50         |
| Totale    | A          | 13         | 6          | 4          | 3          | CI              | 1               | 1               | 0               | 0               | -                  | -                  | -                  | -                  | -                  | -           | -           | -           | -           | -           | 14     | 7      | 4      | 3      | 50         |